# Баженов, Василий Иванович
Васи́лий Ива́нович Баже́нов (1737 или 1738, Москва? — 2 [13] августа 1799, Санкт-Петербург) — русский архитектор, теоретик архитектуры и педагог, представитель классицизма, зачинатель русской псевдоготики, масон. Член Российской академии (1784), вице-президент Академии художеств (1799). Действительный статский советник (1796).

## Биография
Василий Баженов родился 1 (12) марта 1737 года или 1738 в семье дьячка одной из придворных кремлёвских церквей Ивана Фёдоровича Баженова (1711—1780). Местом рождения В. И. Баженова обычно называют либо Москву, либо село Дольское близ Малоярославца (сегодня Малоярославецкий район, Калужская область).
Ещё в детстве обнаружил природный талант к искусству, срисовывая всякого рода здания в древней столице. Эта страсть к рисованию обратила на Баженова внимание архитектора Д. В. Ухтомского, назначенного в 1754 году главным архитектором Московского университета, который принял его в свою школу. По его рекомендации Баженов в апреле 1755 года поступил в гимназию Московского университета, где был зачислен в специальный «художественный класс», предназначенный для подготовки к обучению в Академии художеств. В числе 9 лучших учеников Баженов в 1756 году по инициативе И. И. Шувалова, был переведён в академическую гимназию в Санкт-Петербурге, а после открытия в январе 1758 года принят студентом в Академию художеств. В Академии его способности к архитектуре раскрылись в такой мере, что преподаватель архитектуры С. И. Чевакинский сделал талантливого молодого человека своим помощником при постройке Никольского морского собора. В сентябре 1760 года Баженов был направлен для совершенствования в архитектуре в Париж, став, наряду c А. П. Лосенко, первым пенсионером Академии художеств, отправленным за границу.
Поступив в ученики к профессору Шарлю Девайи, Баженов занялся изготовлением моделей архитектурных частей из дерева и пробки и выполнил несколько моделей знаменитых зданий. В Париже он сделал, соблюдая строгую пропорциональность частей, модель Луврской галереи, а в Риме — модель собора Святого Петра, учился гравированию. Вслед за Ж.-Ж. Суффло, К.-Н. Леду и другими мастерами французского классицизма того времени Баженов усвоил «вкус к грандиозным масштабам проектируемых сооружений, чьи композиции, план и декор содержали сложную, часто масонскую символику» и не всегда были осуществимы в реальности.
По возвращении в Россию жил в Москве, где участвовал в издании труда «Десять книг об архитектуре» Витрувия в переводе Ф. В. Каржавина. Баженов был одним из лучших практиков-строителей своего времени, отличаясь как искусством планировки, так и изяществом формы проектируемых зданий (что в полной мере проявил после возвращения на родину). Являлся одним из проводников так называемого французского вкуса (стиля) в русской архитектуре, ярким памятником которого является Пашков дом. Своё мастерство выказал в академической программе на степень профессора комплекса увеселительных сооружений для российской императрицы Екатерины II; однако ожидаемой должности Баженов не получил и взял увольнение от академической службы, после чего князь Г. Г. Орлов определил его в своё Артиллерийское ведомство главным архитектором с чином капитана.
В этой должности Баженов предположительно построил в Москве дом Пашкова, а в окрестностях столицы — дворцовый комплекс в Царицыне. В Московском Кремле на месте крепостных стен, выходящих на Москву-реку, архитектор спроектировал «Форум великой империи» или Большой Кремлёвский дворец на Боровицком холме. Комплекс проектировался как грандиозный общественный центр с театром и овальной площадью для народных собраний, к которой должны были сходиться все улицы Кремля. Исторический контекст при этом практически не учитывался: многие допетровские здания Кремля предполагалось снести, заодно закрыв со стороны реки обзор храмов Соборной площади, что неминуемо исказило бы исторический облик твердыни. Кремлёвские стены уже начали было разбирать (снеся часть обращённого к Москве-реке участка стены с шестью башнями), но при рытье котлована у подножия Кремлёвского холма на стенах древних соборов появились трещины, и, по воле императрицы, строительство было отложено, а потом в 1775 году оставлено совсем; снесённая часть стен Кремля позже была восстановлена М. Ф. Казаковым.
Такая же судьба постигла царицынский ансамбль Баженова, представлявший собой новаторский сплав элементов нарышкинского барокко конца XVII века и западноевропейского готического декора. Впервые Баженов опробовал это сочетание в 1775 году, работая вместе с М. Ф. Казаковым над временными увеселительными павильонами Ходынского поля, где праздновалось заключение Кючук-Кайнарджийского мира с турками. Екатерина II летом 1785 года приехала на три дня в первопрестольную, посетила работы по сооружению дворцов в Царицыне (собственного и великокняжеского) и, возмутившись их равными размерами, повелела снести оба; архитектор от осуществления проекта был отстранён.
В это же время в Москве Баженов предпринял попытку организовать «партикулярную» (частную) академию и набрать учеников. Видимо, затея не удалась, так как, по словам Баженова, «препятствиев к моему намерению весьма есть много».

«Вид Царицына села». Проект, 1776 год

Баженову приписывается утраченный памятник Санкт-Петербурга — Старый Арсенал на Литейной улице (в XIX веке здание Арсенала занимал Окружной суд, сожжёно в 1917 году и разобрано в конце 1920-х годов). Строительство здания Арсенала началось под руководством архитектора Артиллерийского ведомства В. Т. фон Дидерихштейна весной 1766 года и велось архитектором Инженерного корпуса К. И. Шпекле. Баженов же в конце 1766 года поступил в Артиллерию, но вскоре уехал в Москву и, вероятнее всего, к проектированию Арсенала зодчий не имеет отношения; на это указывает большое количество документов, которые сохранились в фондах Исторического архива ВИМАИВиВС («архив Артиллерийского музея») в Санкт-Петербурге.
Большой мост через овраг в усадьбе Царицыно — одна из немногих сохранившихся построек, авторство Баженова в отношении которых точно установлено.

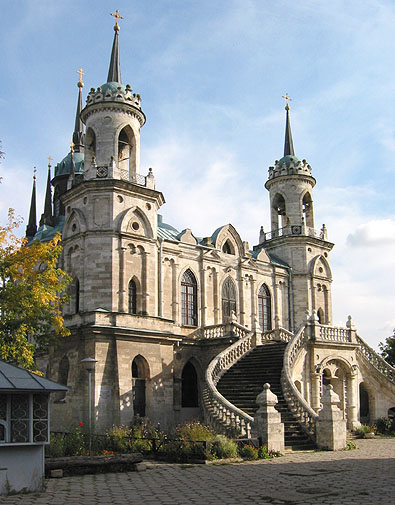
Владимирская церковь в Быково. Приписывается некоторыми исследователями Баженову

Масон, член московской ложи «Девкалиона», которой руководил С. И. Гамалея. Был возведён в «теоретический» градус, где также работал под руководством С. И. Гамалеи. Входил в ложу «Латона» во главе с Н. И. Новиковым.
Оставшись без всяких средств к существованию, Баженов открыл художественное заведение и занялся частными постройками. Перемену в его служебной карьере и немилость Екатерины II объясняют его сложным самолюбивым нравом, а также связью с кружком Н. И. Новикова, который поручил ему доложить наследнику Павлу I о выборе последнего московскими масонами в верховные мастера. В этих отношениях с цесаревичем императрица подозревала наличие политических целей, и гнев её на Баженова обрушился раньше, чем на других; но дальше исключения из службы дело не пошло. В 1792 году Баженов был вновь принят на службу по Адмиралтейств-коллегии и перенёс свою деятельность в Петербург.
Без всяких оснований архитектору приписывается строительство Каменноостровского дворца для великого князя Павла Петровича на Каменном острове и работы в Гатчинском дворце. Документально только подтверждается его участие в разработке одного из проектов Михайловского замка. Как установили петербургские исследователи, авторство этого грандиозного сооружения приписать только Баженову невозможно. Работы начались задолго до строительства и велись «под диктовку» Павла Петровича, саморучно набросавшего эскизы плана, сначала архитектором Малого двора А. Франсуа Виолье, затем — в 1790-х годах — к делу подключился и Баженов, но окончательный проект был составлен и реализован В. Бренной.
После своего вступления на престол Павел I, вообще приближавший к себе всех гонимых его матерью, назначил Баженова вице-президентом Академии художеств и поручил ему приготовить собрание чертежей русских зданий для исторического исследования отечественной архитектуры, а также представить объяснение по вопросу: что следовало бы сделать, чтобы сообщить надлежащий ход развитию талантов русских художников в Академии художеств. Баженов с жаром принялся выполнять милостивые поручения монарха, выказавшего себя покровителем отечественного искусства; многое бы, без сомнения, он мог сделать, если бы смерть совершенно неожиданно не пресекла его жизнь.
Василий Баженов скончался 2 (13) августа 1799 года в Петербурге. Был временно погребён на Смоленском православном кладбище; в 1800 году его останки были перевезены в имение Баженовых в селе Глазово (ныне Ясногорский район, Тульская область).

## Споры об атрибуции

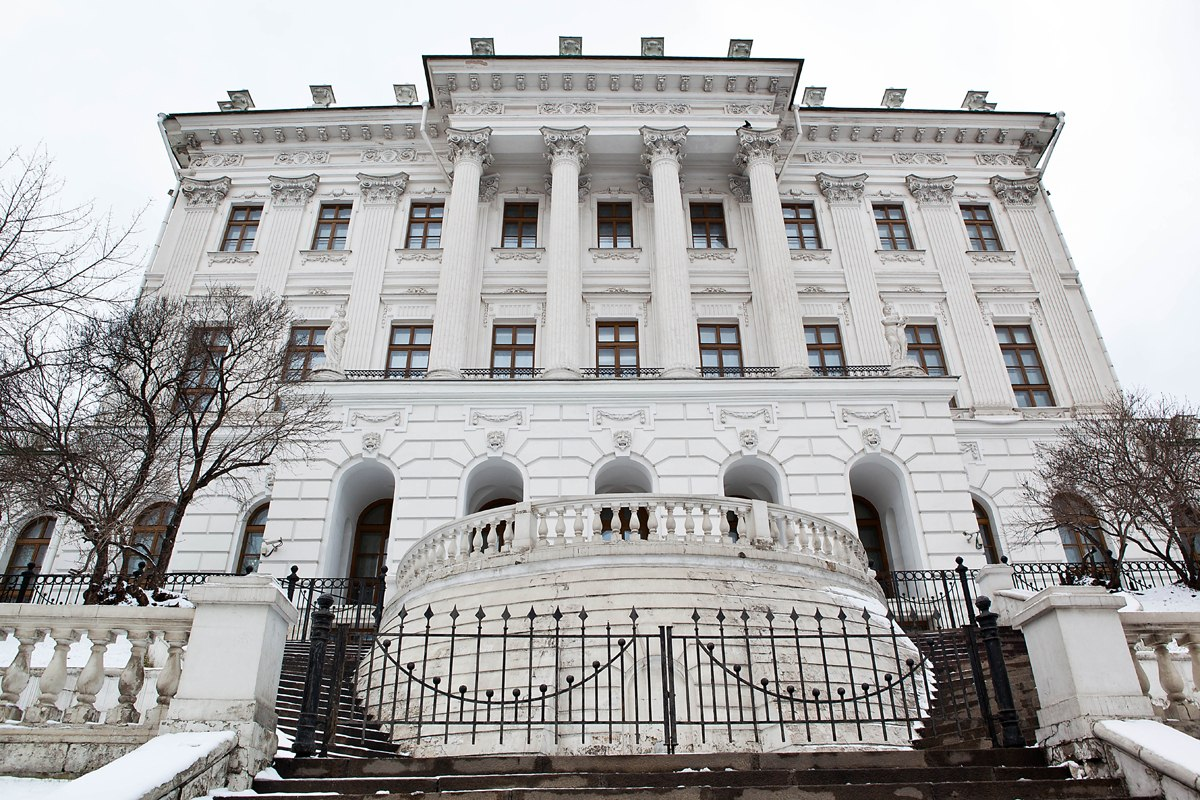
Пашков дом

«От Баженова практически ничего не осталось, стоит один Пашков дом против Кремля, и от того остались одни фасады, внутри всё разрушено, да ещё неизвестно, точно ли Баженов его построил», — констатирует Григорий Ревзин, не являющийся специалистом по творчеству Баженова и истории русской архитектуры. Тем не менее романтический образ Баженова как непризнанного гения, грандиозные замыслы которого не были оценены авторитарными властями, получил большое распространение в российском массовом сознании, особенно в советское время, когда для спасения тех или иных заброшенных зданий их приходилось связывать с именем Баженова. Как результат, Баженову и Казакову в то или иное время приписывались (или продолжают приписываться) почти все псевдоготические постройки конца XVIII века в московском регионе, относительно авторства которых не сохранилось документации.
Достоверно известно лишь о двух проектах Баженова — кремлёвском и царицынском. Почти все историки архитектуры упоминают его имя в связи с домом Пашкова, который перекликается по своему решению с неосуществлённым проектом кремлёвского форума. Атрибуция Баженову всех прочих зданий за пределами столиц (где Баженов по документам никогда не работал) произвольна и не имеет научной основы.

## Работы Баженова

### Осуществлённые проекты
- Михайловский замок (1792) (проект был переработан Винченцо Бренна)
- Оформление Ходынского поля (1775) (в связи с празднествами в честь окончания Русско-турецкой войны)
- Ансамбль Царицыно (1776—1786) (большая часть снесена или перестроена почти сразу по велению Екатерины II, осталось несколько построек)
- Дом Пашкова (1784—1786)
- Дом Юшкова (1780-е)
- Двухэтажная каменная церковь и дворец И. Г. Орлова в селе Головкино (1785)[14]
- Проект Каменноостровского дворца Цесаревича Павла Петровича (только предположение; строительные работы велись Фельтеном и Кваренги)
- Здание Арсенала в Санкт-Петербурге (приписывается, маловероятно; не сохранилось)
- Дом Л. И. Долгова
- Усадьба Ермолова в селе Красное (1780-е) (возможно)
- Работы в Гатчинском и Павловском дворцах (1793—1796) (не подтверждено)
- Усадьба Тутолмина-Ярошенко (1788—1901) (совместно с Казаковым)
- Усадьба Румянцева на Маросейке (1782) (совместно с Казаковым)
- Скорбященская церковь на Большой Ордынке (1783—1791) (достроена Бове)
- Усадьба И. С. Гендрикова (Спасские казармы) (1775) (совместно с Леграном)
- Церковь Владимирской иконы Божьей Матери (Рождества Христова) в Быково (1789)
- Храм святых Бориса и Глеба (Белкино) 1773 — роспись храма

### Постройки Баженова в Царицыне

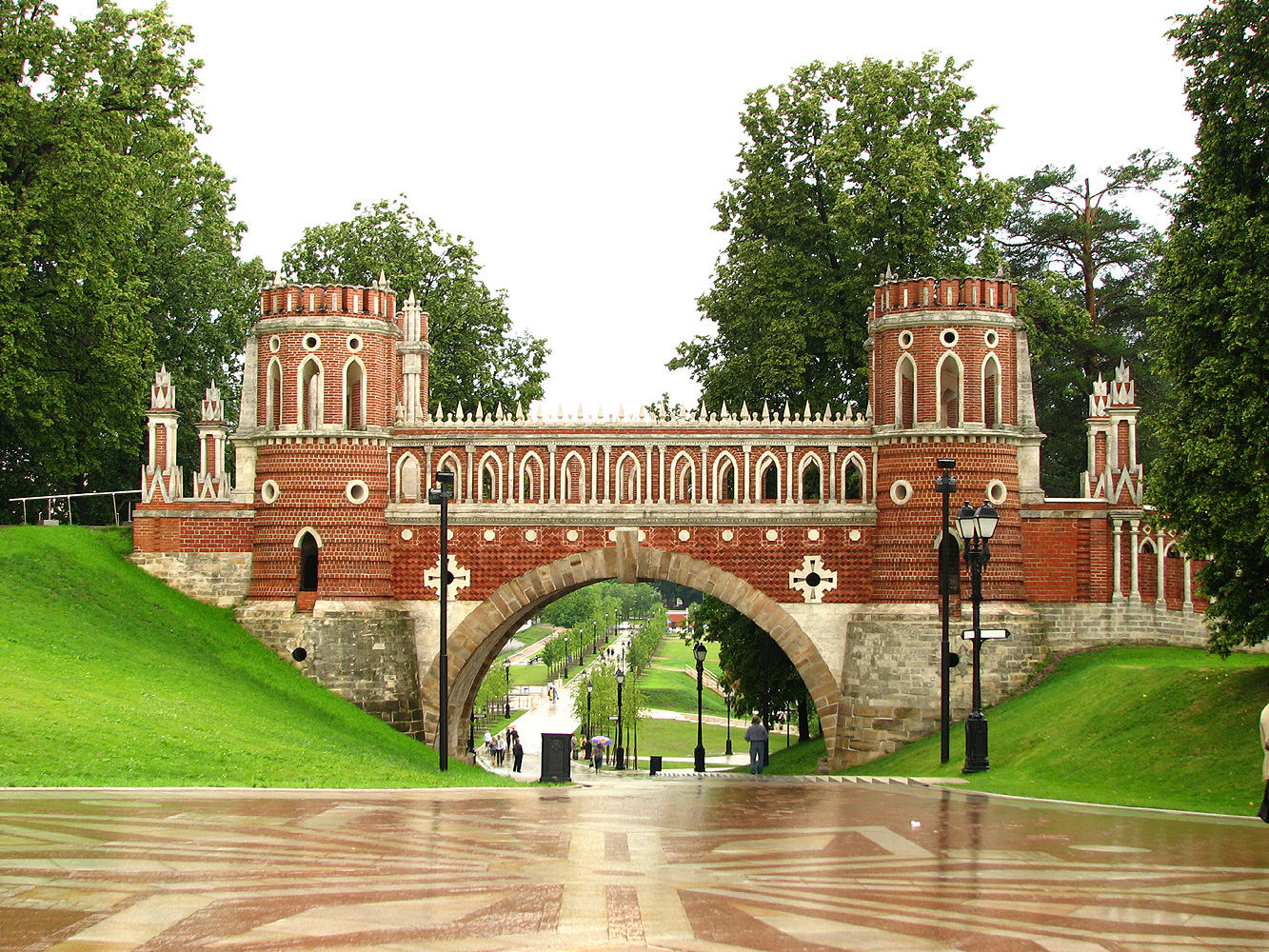
Фигурный мост
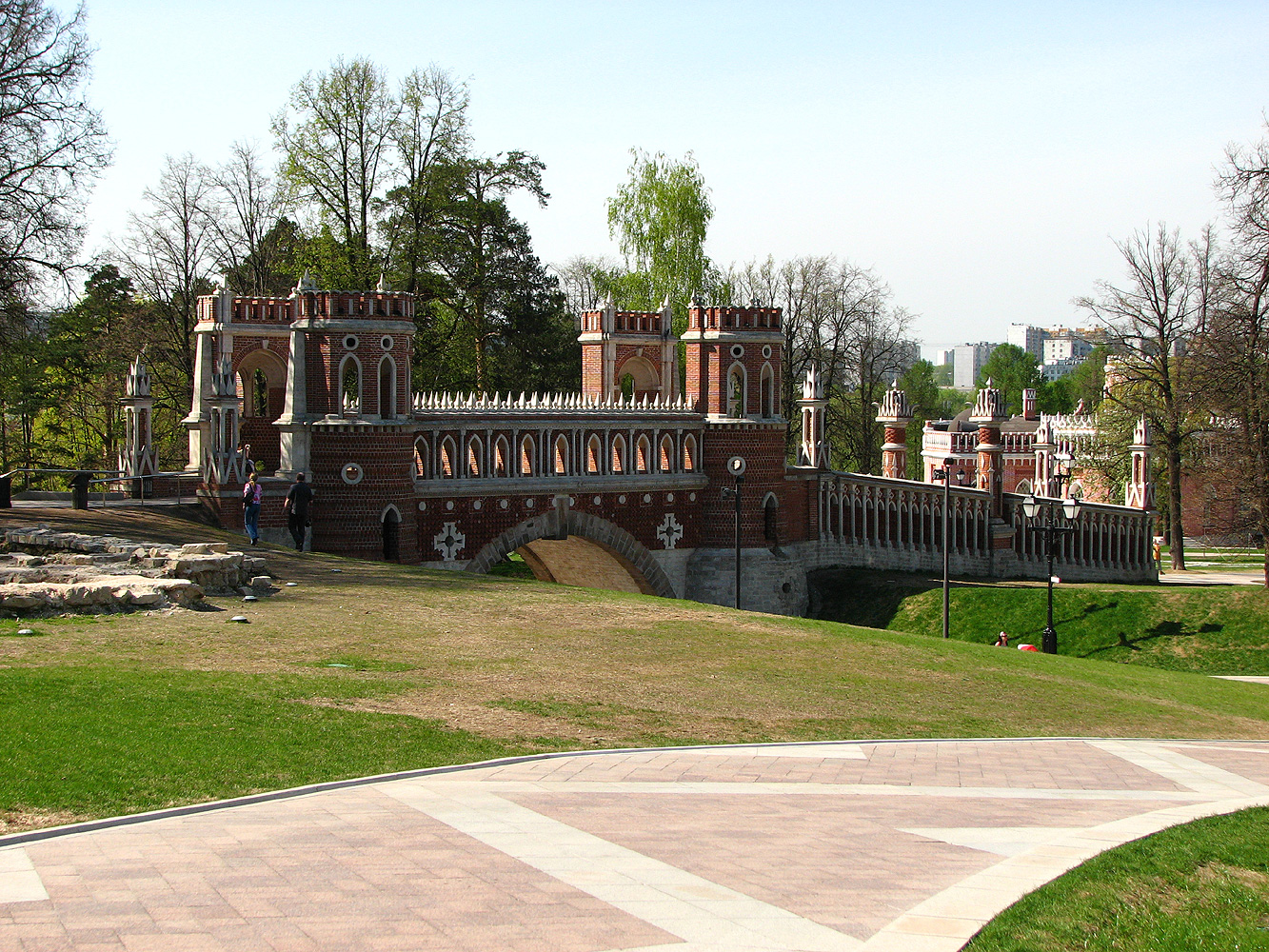
Дорога к Фигурному мосту
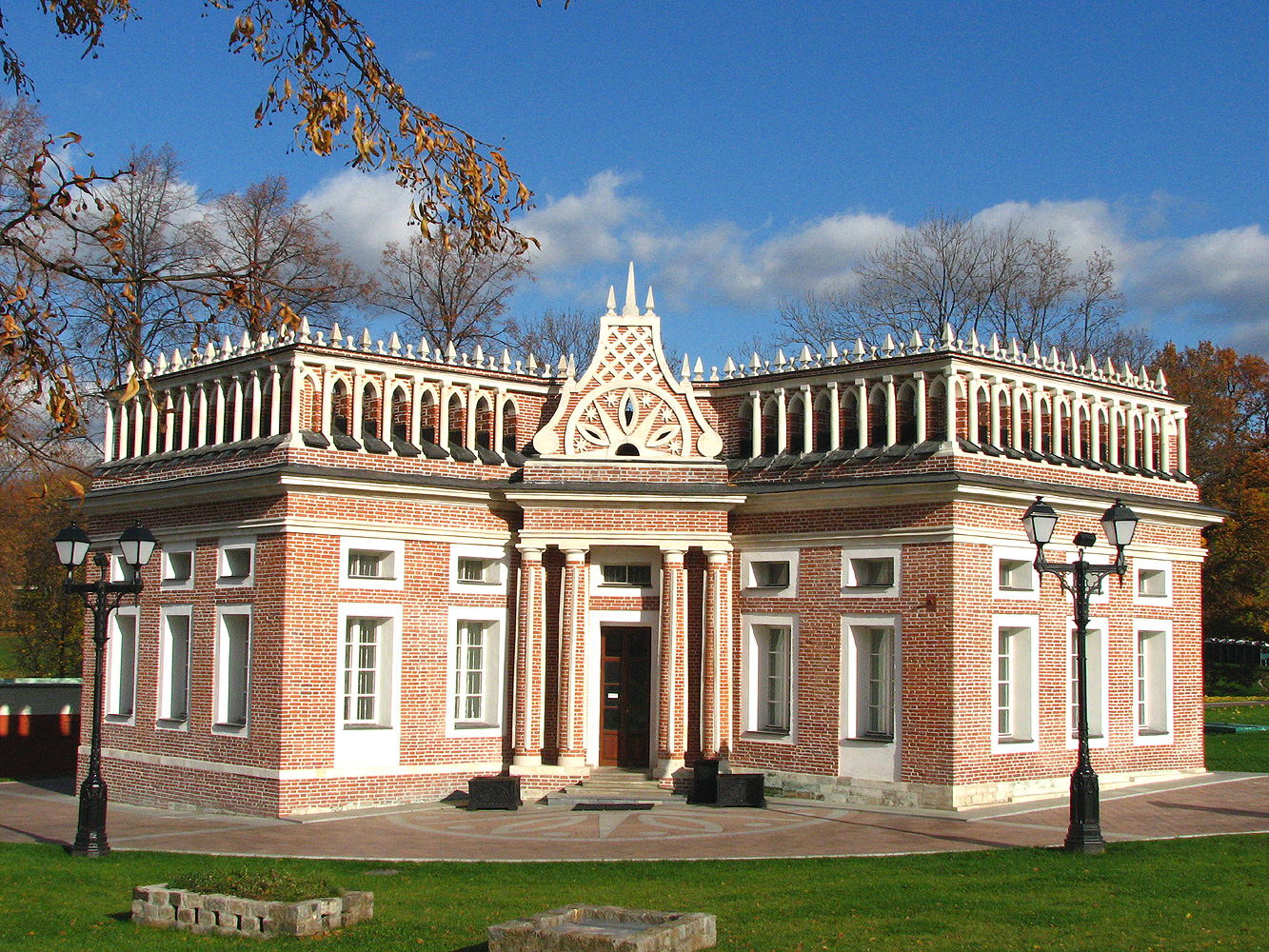
1-й Кавалерский корпус
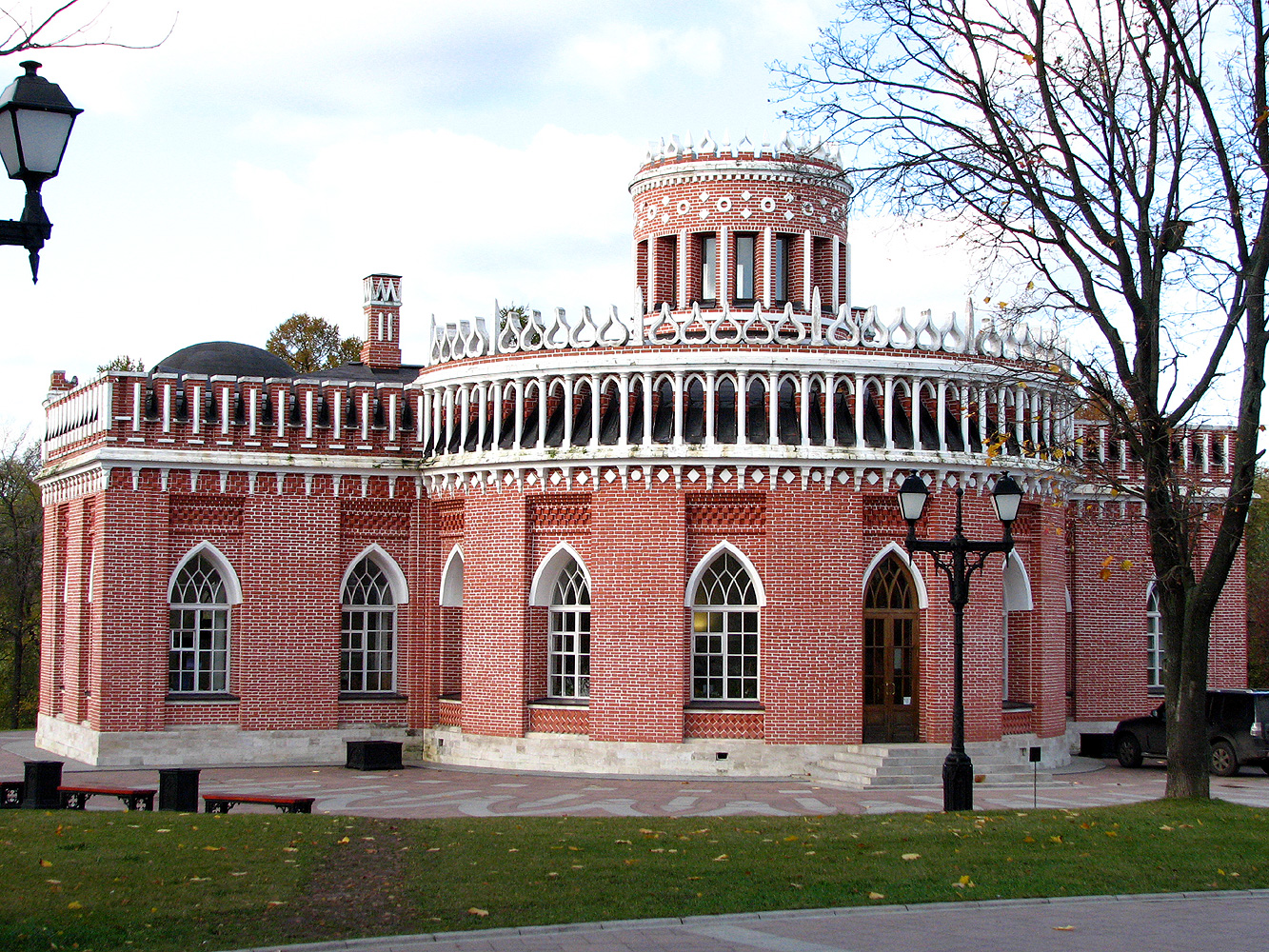
3-й Кавалерский корпус
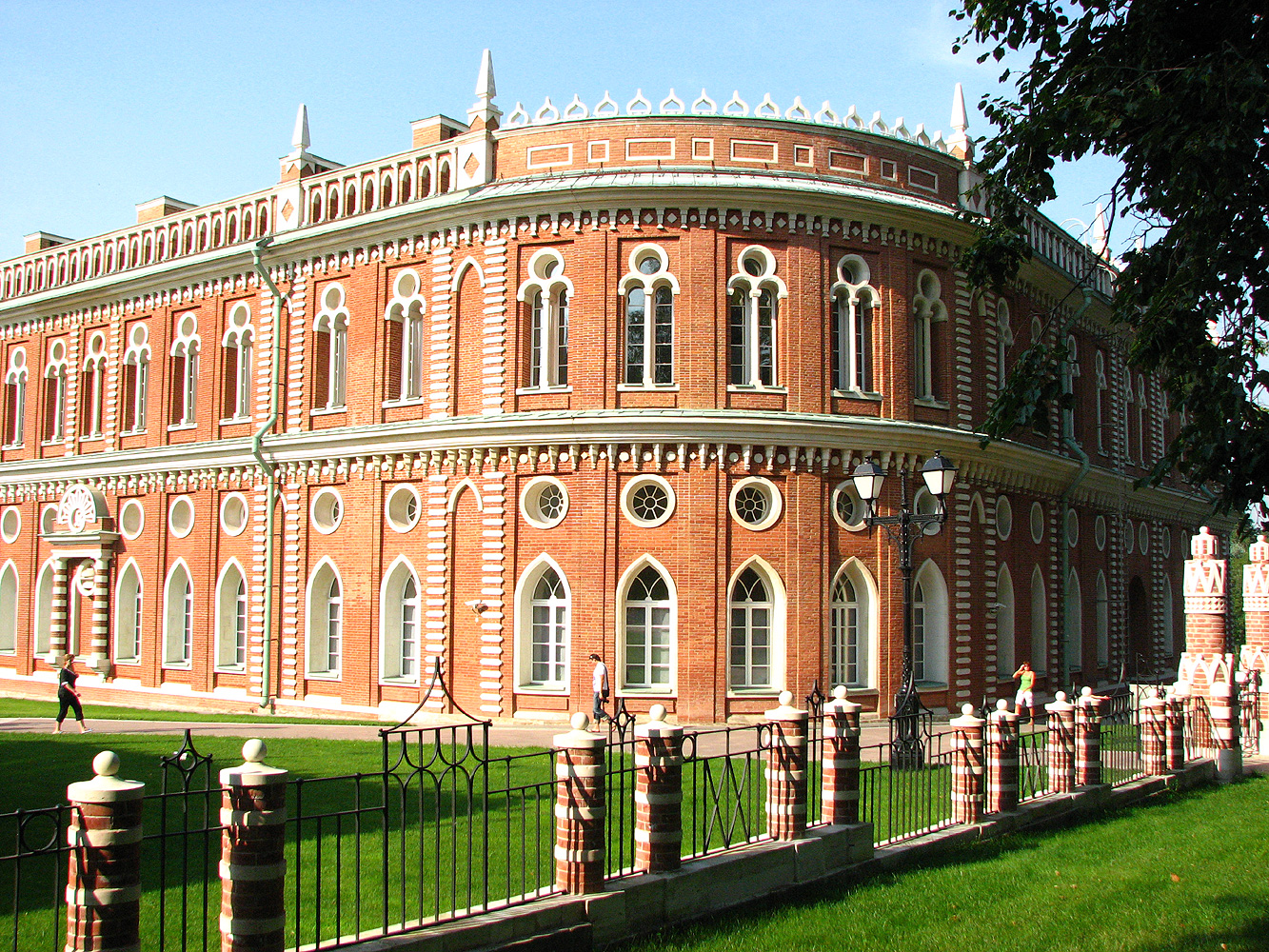
Хлебный дом
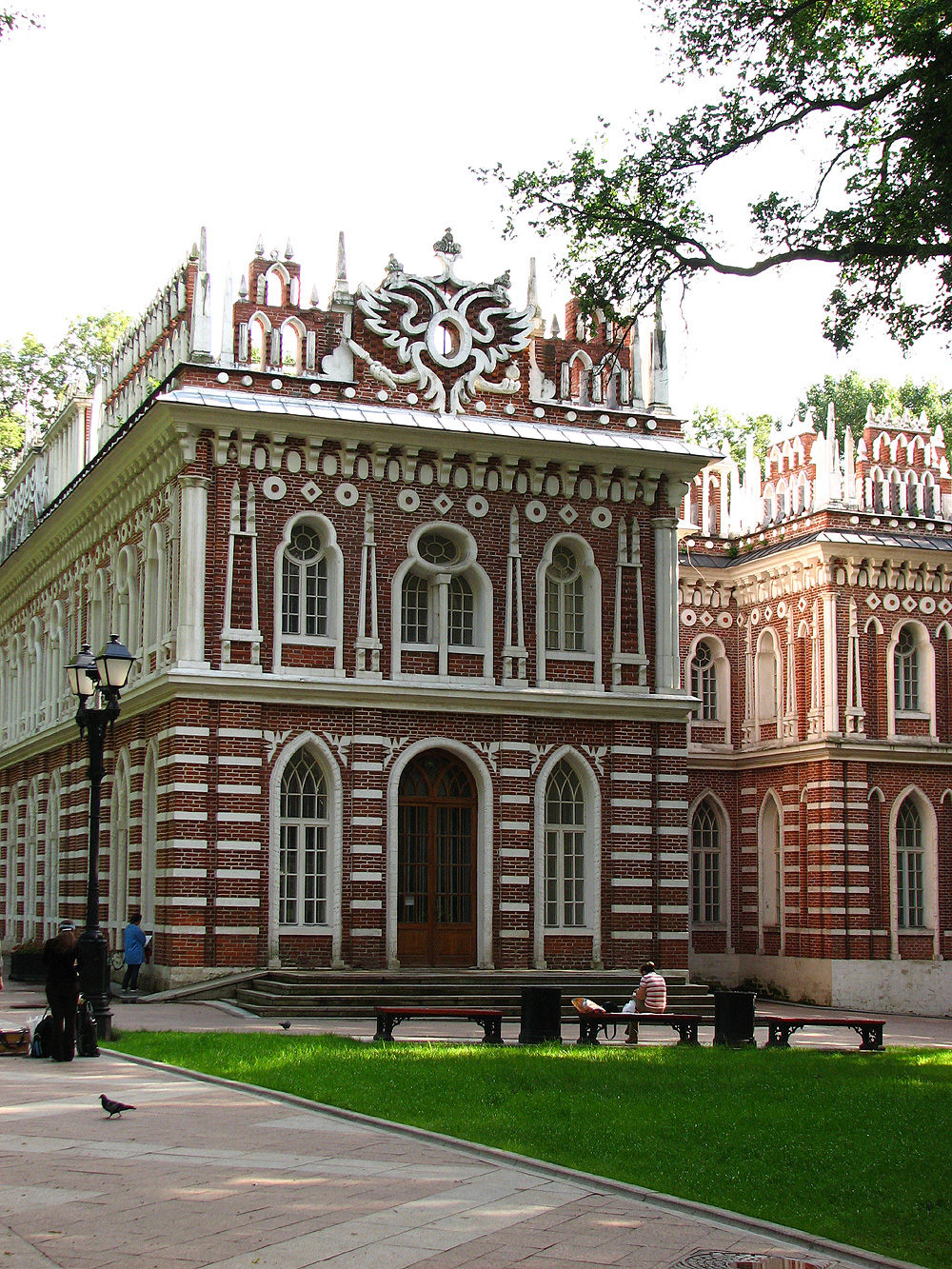
Оперный дом
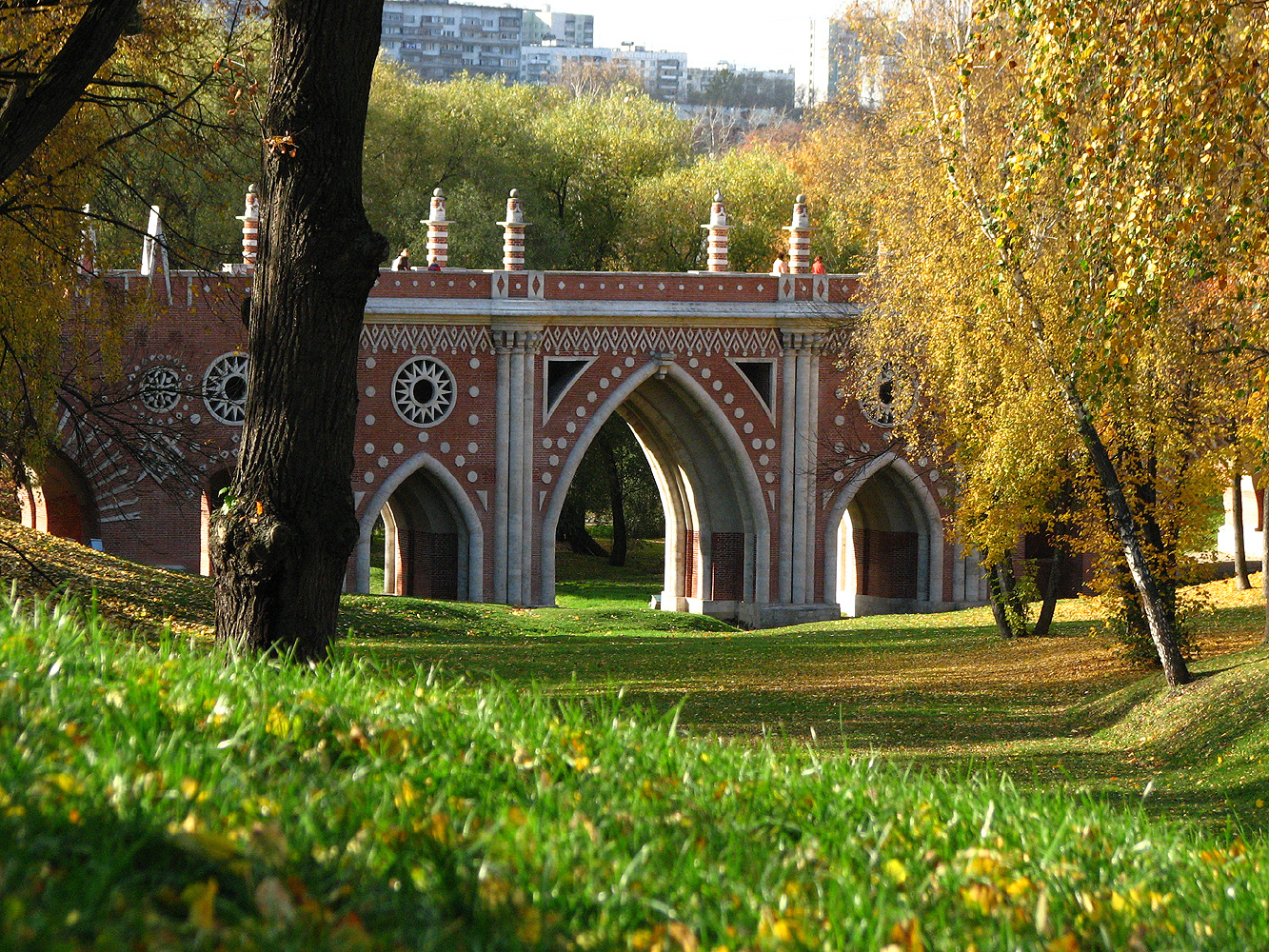
Большой мост в парке
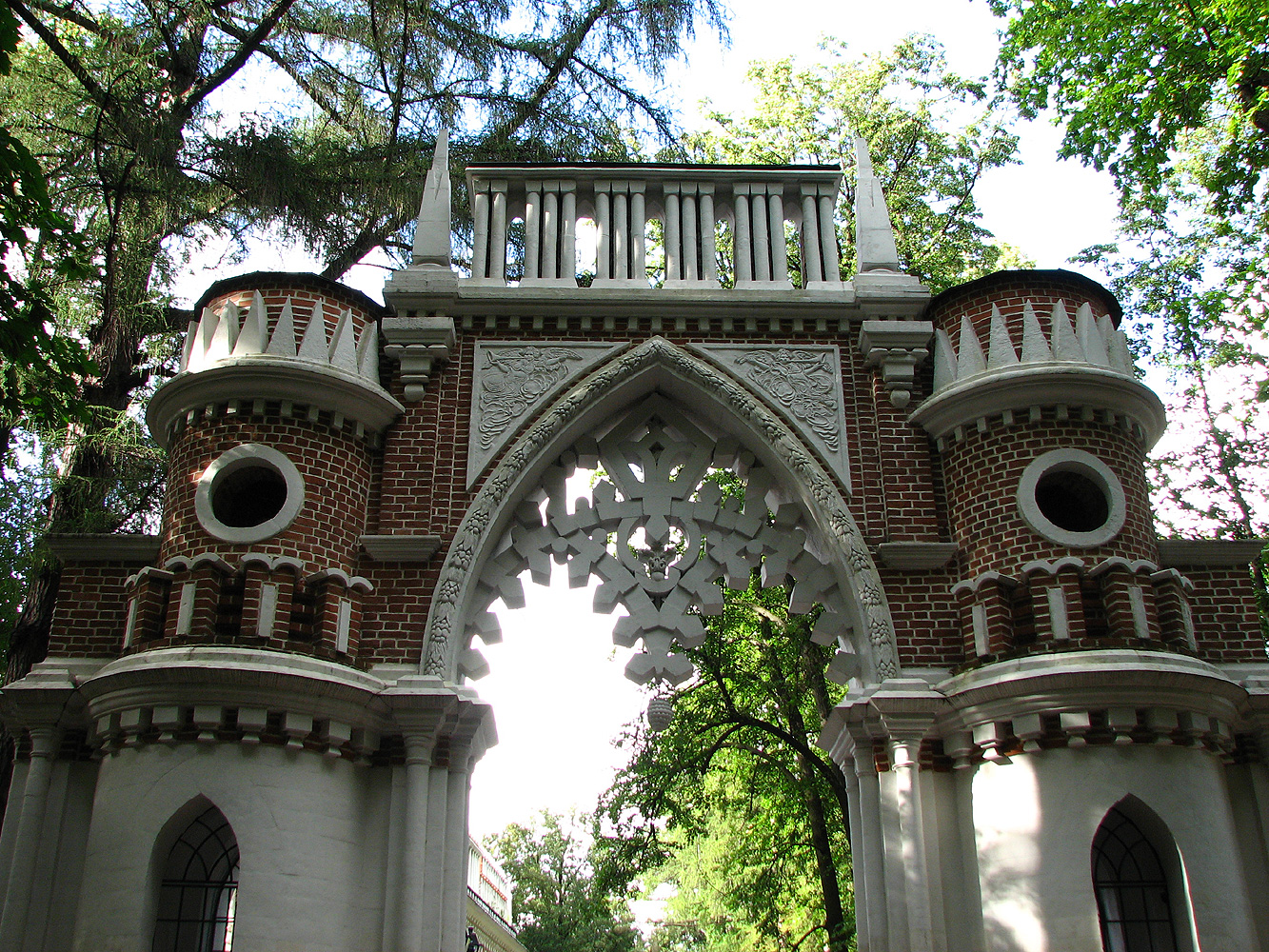
Виноградная гроздь в арочных воротах

### Неосуществлённые проекты
- Здание Смольного института благородных девиц (проект получил хвалебные отзывы, но здание возвели по проекту Джакомо Кваренги)
- Большой Кремлёвский дворец (1768) (строительство начато, но остановлено в 1775 в связи с угрозой для древних памятников Кремля)
- Проект восстановления Галерной гавани на Васильевском острове (отклонён по причине дороговизны)
- Проект Инвалидного дома
- Проект мастерских для Главного адмиралтейства
- Проект манежа и Аракчеевских казарм близ Смольного
- Участвовал в проектировании Казанского собора (1797)

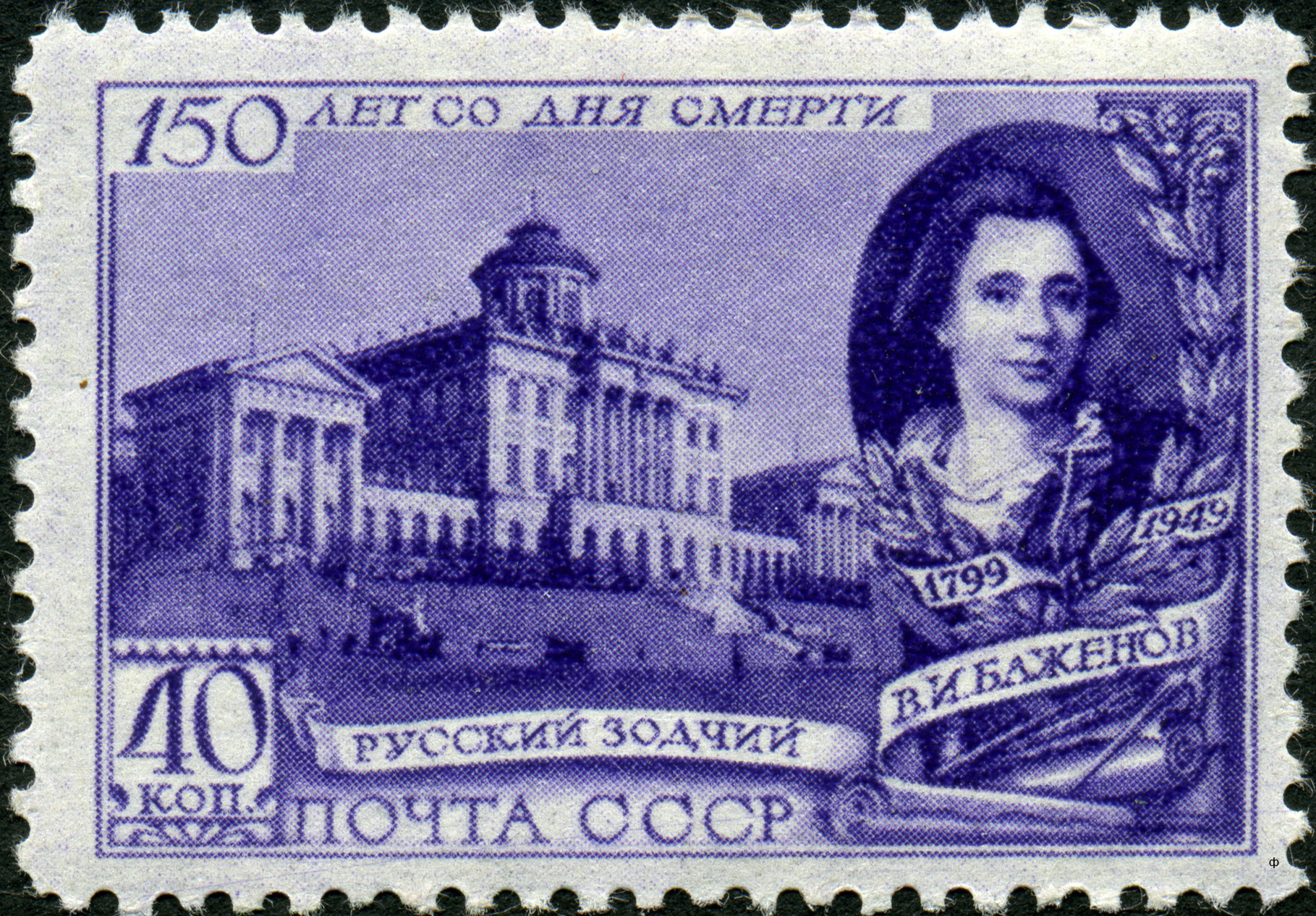
Почтовая марка, 1949 год. 150 лет со дня смерти архитектора В. И. Баженова

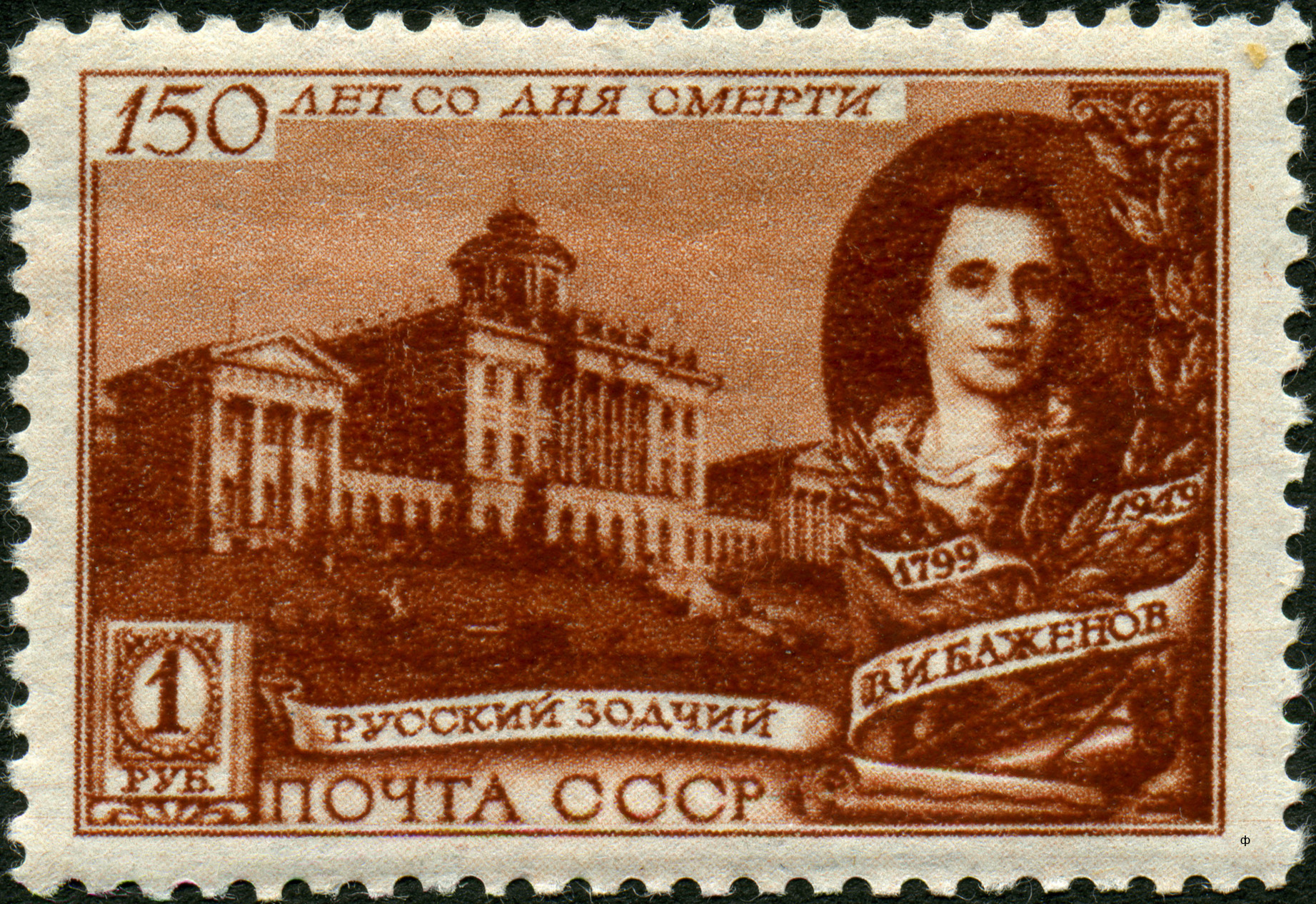
Почтовая марка, 1949 год. 150 лет со дня смерти архитектора В. И. Баженова

## Память
- Улица Баженова (Москва)
- Улица Баженова (Липецк)
- Улица Баженова (Казань)
- Памятник зодчим (Санкт-Петербург)
- Улица Баженова (Калининград)
- Улица Баженова (Калуга)
- Улица Баженова (Нижний Новгород)
- Улица Баженова (Жуковский)
- Улица Баженова (Пенза)
- Улица Баженова (Тула)
- Почтовые марки СССР, 1949 год.
- Памятник Баженову и Казакову в Москве, 2007 год.
- Памятник на погосте села Глазово Тульской области
- Обелиск в селе Дольское Калужской области
- Астероид (5304) Баженов